# Семёнов, Егор Валерьевич
Егор Валерьевич Семёнов (род. 6 января 1988, Минск) — белорусский футболист, полузащитник клуба «Островец».

## Биография
Воспитанник минской футбольной школы «Смена», тренер — Леонид Данейко. В 2005 году дебютировал в профессиональных соревнованиях во второй лиге Белоруссии за команду своей школы, игравшую под названием «Минск-2». Затем несколько лет не выступал на профессиональном уровне из-за проблем со здоровьем, однако играл в любительских турнирах. С 2010 года играл за клубы второй и первой лиг — «Смолевичи-СТИ», «Клеческ», «Сморгонь». В 2014 году перешёл в «Смолевичи-СТИ», где стал одним из основных игроков.
В 2016 году перешёл в «Крумкачи», проводившие свой дебютный сезон в высшей лиге. Свой первый матч в элите сыграл 2 апреля 2016 года против «Белшины» (1:1), заменив на 90-й минуте Филиппа Иванова. Сначала в основном выходил на замену, в конце сезона закрепился в стартовом составе на позиции левого полузащитника. Сезон 2017 начал в основном составе команды, позднее стал чаще выходить на замену или оставаться на скамейке запасных. В июле 2017 года по соглашению сторон покинул клуб.
В августе 2017 года перешёл в минский «Луч», с этим клубом в 2017 году одержал победу в первой лиге и в следующем сезоне снова играл на высшем уровне. В сезоне 2018 был одним из основных игроков команды.
В январе 2019 года стал игроком «Слуцка». Играл в основе, только в конце сезона 2019 стал чаще оставаться на скамейке запасных. В декабре продлил соглашение с клубом. В сезоне 2020 был игроком стартового состава. В январе 2021 года стало известно, что Семёнов останется в «Слуцке». В 2021 году чередовал выходы в стартовом составе и на замену. В декабре по соглашению сторон покинул слуцкий клуб.
В феврале 2022 года пополнил состав «Сморгони». В июле 2023 года перешёл в «Островец».
Окончил БГПУ им. Максима Танка (2013). Женат.